# Adolf Pickenhahn
Adolf Pickenhahn (ur. 1894, zm. ?) – zbrodniarz nazistowski, członek załogi niemieckiego obozu koncentracyjnego Dachau. SS-Oberscharführer.
Volksdeutscher czechosłowacki. Członek Waffen-SS od stycznia 1940. Od lutego 1940 do kwietnia 1945 pełnił służbę w obozie głównym Dachau jako urzędnik pocztowy. W procesie załogi Dachau (US vs. Josef Pfaller i inni), który miał miejsce 11 grudnia 1946 przed amerykańskim Trybunałem Wojskowym w Dachau skazany został na 2,5 roku pozbawienia wolności.